# Lúcio Antíscio Rústico
Lúcio Antíscio Rústico (em latim: Lucius Antistius Rusticus; c. 48 – 93 (45 anos)) foi um senador romano nomeado cônsul sufecto para o nundínio de março a abril de 90 com Lúcio Júlio Urso Serviano.

## Carreira
Rústico era nativo de Córduba, na Hispânia e possivelmente era descendente de um colono italiano da gente Antíscia.
Seu primeiro posto registrado foi uma magistratura menor, decemviri stlitibus iudicandis, um dos colégios dos vigintiviri, o que indica que ele ou era filho de um senador ou havia recebido a dignidade senatorial. No ano dos quatro imperadores (69), Rústico serviu como tribuno militar da II Augusta, onde, segundo Birley, ele teve um importante papel em conclamar as legiões da Britânia em favor de Vespasiano; por conta disto, ele foi admitido no Senado (adlectio) como ex-pretor e foi condecorado. Depois disto, foi superintendente da Via Aurélia e da Via Cornélia antes de receber o comando da VIII Augusta, que ficava estacionada em Argentorato, na Germânia Superior.
Entre 83 e 84, Rústico foi nomeado procônsul da Bética. Em seguida foi prefeito do erário de Saturno entre 87 e 89.
Depois de seu consulado, em 90, Rústico foi governador da importante província da Capadócia-Galácia entre 92 e 93 e, durante seu mandato, o decurião de Antioquia pediu-lhe ajuda para aliviar a fome na cidade provocada por um inverno particularmente difícil. Sua resposta foi preservada numa inscrição recuperada na cidade. Rústico morreu ainda no posto, por volta de 93; seu sucessor, Tito Pompônio Basso, já aparece no posto em 94, o mesmo ano de seu consulado in absentia.

## Família
Rústico casou-se com Múmia Nigrina, que, segundo Marcial, dividiu sua herança com ele, o que revela que ela veio de uma família rica. Ainda segundo ele, ela estava na Capadócia quando Rústico morreu e levou suas cinzas de volta a Roma. Múmia era de alguma forma parente dos Valérios Vegetos e da gente Múmia, mas os detalhes são obscuros. Não há registros indicando que o casal tenha tido filhos.